# Carla Tintoré
Carla Tintoré (Barcelona, 24 de febrero de 1970-Buenos Aires, 13 de septiembre de 2022) fue una DJ argentina, reconocida por su participación a partir de los años noventa en el circuito nocturno de música electrónica de la ciudad de Buenos Aires.

## Biografía
Tras una infancia en la ciudad de Paraná, se radicó en Buenos Aires, en donde desarrolló una afición a la música new wave y post-punk de los años ochenta. Más tarde dio el salto hacia la música electrónica y se inició en la profesión de DJ a principios de los años noventa, dejando atrás sus estudios de comunicación social en la Universidad del Salvador y una carrera laboral en el ámbito de la publicidad.
Sus primeras apariciones tras las bandejas se dieron a principios del año 1990, primero junto a Aldo Haydar y luego como asistente del DJ Dr. Trincado. Más tarde se convirtió en la DJ residente de The Age of Communication y de Morocco y con el paso del tiempo también tuvo presencia en otros locales bailables como Ave Porco, Casa Suiza, La Morocha, Cocoliche, Niceto Club y Pachá. Impulsora del festival AlternatiBA, también fue la creadora de las Underground Park,  las primeras raves multitudinarias en Buenos Aires, realizadas en ubicaciones como el parque Sarmiento y el Club Ferro Carril Oeste. Asimismo, fue la encargada de musicalizar distintas ediciones del festival de moda BAFWeek, así como la protagonista del docudrama teatral Disc Jockey, dirigido por Vivi Tellas y presentado en el Teatro Sarmiento en 2008.
Historiadores de la escena bailable y nocturna la ubican como uno de los personajes esenciales de un momento particular de la música electrónica en Argentina, en donde la figura del DJ comenzó a diferenciarse y a adquirir un reconocimiento más parecido al de un artista. Su rol como una de las primeras mujeres DJ en adquirir relevancia en la escena porteña también es puesto de relieve por sus contemporáneos y sucesores.
Tras conocer la noticia de su muerte, distintos artistas como Hernán Cattáneo, Leo García, Romina Cohn o Ezequiel Deró expresaron su pesar y reconocimiento:

Carlita fue la gran pionera de las djs en Argentina. Con mucha personalidad y muy buen gusto musical abrió las puertas e influenció a cantidad de mujeres que en aquellos tempranos 90 brillaban por su ausencia en la escena local. Y además impulsó las primeras raves que fueron un paso fundamental para el circuito de música electrónica que hoy todos conocemos
Hernán Cattáneo

No se informaron las causas de su deceso.

## Estilos
Si bien siempre se remarcó su eclecticismo –confesó que su disco favorito era Mediterráneo, de Joan Manuel Serrat–, sus estilos predominantes a la hora de pasar música fueron el house, el deep house y el techno. A pesar de la proliferación del uso de archivos digitales o los CD a partir de mediados de los años 2000, continuó siendo partidaria de emplear discos de vinilo, alegando que su uso le resultaba «más fácil que [tener] que estar mirando una pantalla».